# Sasha Alexander
Sasha Alexander, eredeti nevén Suzana S. Drobnjaković (Los Angeles, Kalifornia, 1973. május 17. –) szerb származású amerikai színésznő. Legismertebb szerepei az amerikai CBS tv-sorozatában az NCIS-ben alakított Catilin Todd, valamint Maura Isles a Született detektívek című bűnügyi sorozatban.

## Élete

### Fiatalkora
Alexander Suzana S. Drobnjaković néven született Los Angeles-ben szerb és olasz szülők gyermekeként. Az általános iskola hetedik osztályában kezdett színészkedni. Műkorcsolyázott is, de egy térdsérülés miatt abba kellett hagynia. Folytatta a színészkedést a középiskolában és az egyetemen is. Azután New Yorkba ment a Shakespeare fesztiválra. A „University of Southern California's School of Cinema-Television”-ben diplomázott.

### Karrierje
Kezdetben két rövid életű sorozatban szerepelt: az egyik egy orvosi dráma volt Presidio Med címen, és az ABC húsz epizódot megélt Wasteland című sorozatban. Továbbá játszott még a Dawson és a haverok negyedik évadjában, a FOX komédiasorozatában a Greg The Bunny-ban, egy Jóbarátok- és egy Doktor House-epizódban is.
Az NCIS két első évadában végre nagyobb feladatot kapott, Caitlin Todd ügynök szerepét 2005 májusáig játszotta, majd 2006-ban két epizód erejéig csatlakozott a Kilenc túsz szereplőgárdájához Nick exfeleségeként. 2010-ben minden idők legnézettebb kábelcsatornás sorozatában, a Született detektívekben vállalt szerepet (a TNT sikersorozatát itthon a Viasat 3 vetíti).
Több filmben is szerepelt, többek közt a Lucky 13-ban és az All over the Guy-ban. Kapott egy rövid szerepet a 2006-os Mission: Impossible III-ban, az Az igenemberben, és a Nem kellesz eléggé című filmben is.

### Magánélete
2007. augusztus 11-én Genfben férjhez ment a rendező Edoardo Pontihoz, a színésznő Sophia Loren és a producer Carlo Ponti fiához. Két gyermekük van: Lucia Sofia (2006. május 12.) és Leonardo Fortunato (2010. december 20.).

## Filmográfia

### Filmek
- Visceral Matter (1997) … Karen Chambers
- Supply & Demand (1997) (TV) … Jazzy
- Battle of the Sexes (1997)
- Twin Falls Idaho (1999) … Miss America
- All Over the Guy (2001) … Jackie Samantha Gold
- Ball & Chain (2001) (TV) … Chloe Jones
- Expert Witness (2003)
- Lucky 13 (2005) … Susie
- Mission: Impossible III (2006) … Melissa Meade
- The Last Lullaby (2007) … Sarah
- Play Dead (2008) … Carolanne

### Tévésorozatok
- Wasteland … Jesse Presser (13 epizód, 1999)
- Dawson és a haverok … Gretchen Witter (20 epizód, 2000–2001)
- CSI: A helyszínelők … Robin Childs Kerületi ügyész (1 epizód, 2001)
- Jóbarátok … Shelley the Interviewer (1 epizód, 2002)
- Greg the Bunny … Laura Carlson (1 epizód, 2002)
- Presidio Med (2002) … Dr. Jackie Collette
- NCIS … Caitlin Todd (48 epizód, 2003–2005)
- E-Ring … Allyson Merrill (1 epizód, 2006)
- Kilenc Túsz … Juliana (2 epizód, 2006)
- Született detektívek … Dr. Maura Isles (10 epizód, 2010)
- Doktor House … (1 epizód, 2010)

## Fordítás
- Ez a szócikk részben vagy egészben  a   Sasha Alexander című angol Wikipédia-szócikk fordításán alapul.  Az eredeti cikk szerkesztőit annak laptörténete sorolja fel. Ez a jelzés csupán a megfogalmazás eredetét és a szerzői jogokat jelzi, nem szolgál a cikkben szereplő információk forrásmegjelöléseként.